# Arcade Fire
Arcade Fire je indie rock sastav osnovan u Montrealu u pokrajini Quebec u Kanadi, okupljen oko supružnika Wina Butlera i Régine Chassagne. Osim standardnih instrumenata kao što su gitara, bubnjevi i bas-gitara, članovi sviraju klavir, violinu, violu, čelo, kontrabas, ksilofon, glockenspiel, klavijature, francuski rog, harmoniku, harfu i mandolinu. Većinu instrumenata koriste i na turnejama, gdje članovi sastava na koncertima međusobno izmjenjuju svoje uloge.
Arcade Fire je osvojio brojne nagrade, uključujući nagradu Meteor 2008. za najbolji međunarodni album i nagradu Juno za najbolji album alternativne glazbe 2008. za Neon Bible. 2005. je nominiran i za Grammy za najbolji album alternativne glazbe za Funeral, 2008. za Neon Bible, a 2010. za The Suburbs.

## Povijest

### Formiranje i rano djelovanje (2001.)
Sastav su 2001. u Montrealu osnovali budući supružnici Win Butler i Régine Chassagne, Winov brat William Butler, Richard Reed Parry i Tim Kingsbury. Zajedno s bubnjarima Daneom Millsom i Brendanom Reedom, ta je postava kasnije te godine objavila istoimeni EP. Izdanje je prodavano na ranim koncertima. Nakon što je sastav postigao slavu, EP je naknadno remasteriran te je ponovno objavljen, ovaj put za službenu distribuciju.
Obećanje koje je sastav pokazivao na svojim ranim koncertima omogućavalo im je potpisivanje ugovora s nezavisnom izdavačkom kućom Merge Records prije kraja prve zajedničke godine.
Upitan za glasinu po kojoj se ime sastava odnosi na vatru u arkadi, Win Butler je rekao: "Nije glasina, temeljen je na priči koju mi je netko ispričao. Nije to stvarni događaj, nego nešto što sam ja shvatio kao stvarnost. Rekao bih da je to nešto što je izmislilo dijete, ali sam mu ja u to vrijeme povjerovao."

### Funeral(2004. – 2006.)
Funeral je objavljen u rujnu 2004. u Kanadi i veljači 2005. u Ujedinjenom Kraljevstvu. Naslov debitantskog albuma odnosi se na smrti nekolicine rođaka članova sastava tijekom snimanja albuma. Ti su događaji stvorili tmurnu atmosferu koja je utjecala na pjesme kao što su "Une année sans lumière" ("Godina bez svjetla"), "In the Backseat" i "Haïti", Chassagneinu elegiju svojoj izgubljenoj rodnoj zemlji.
Album je ostvario dobar kritički i komercijalni prijem. Pojavio se na mnogim top deset ljestvicama za 2004. i 2005. (zbog odgođenog međunarodnog izdanja), s tim da su ga Pitchfork, Filter i No Ripcord proglasili albumom godine. U recenziji MTV2-a 2005. je proglašen albumom godine, dok je u izboru NME-a proglašen drugim, a "Rebellion (Lies)" drugom najboljom pjesmom.
U studenom 2005., Funeral je ostvario zlatnu nakladu u Kanadi i Ujedinjenom Kraljevstvu, te se prodao u više od pola milijuna primjeraka diljem svijeta. Album je postao prvi u izdanju Merge Recordsa koji se probio na Billboard 200 te najprodavaniji album kuće u njezinoj povijesti.
Sastav je za svoju turneju iz 2004. rezervirao male klubove, ali ih je povećani interes nagnao na promjenu mnogih lokacija, a turneja se nastavila do sredine 2005. u SAD-u, Kanadi, Europi i SummerSonic Festivalu u Japanu, te na Hillside Festivalu u Guelphu. Oslobodivši većinu termina tijekom ljeta 2005., sastav se pojavio na festivalima Halifax Pop Explosion, Coachella Valley Music and Arts Festival, Sasquatch! Music Festival, Lollapalooza, Reading and Leeds Festival u Ujedinjenom Kraljevstvu, Electric Picnic u Irskoj te A Campingflight to Lowlands Paradise u Nizozemskoj.
Arcade Fire se 4. travnja 2005. pojavio na naslovnici kanadskog izdanja Timea. 1. svibnja 2005., sastav je nastupio za 15.000 obožavatelja na Coachella Valley Music & Arts Festivalu. U svibnju 2005., sastav je potpisao kratkoročni izdavački ugovor s EMI-jem za Funeral, a u lipnju objavio novi singl, "Cold Wind". BBC je 2005. koristio pjesmu "Wake Up" u reklami za svoju jesensku shemu, dok su pjesme "Rebellion (Lies)" i "Neighborhood #1 (Tunnels)" skrenule pažnju u siječnju 2006. 9. rujna 2005. sastav se pojavio u britansko-američkom televizijskom specijalu "Fashion Rocks", na kojem im se David Bowie pridružio u izvedbi "Wake Up". Ta snimka, kao i zajedničke izvedbe Bowiejevih "Life on Mars" i "Five Years", objavljene su u iTunes Music Storeu na virtualnom koncertnom EP-u. U New York Cityju su nastupili u emisiji Late Show with David Letterman te održali koncert u Central Parku. Na koncertu im se pridružio Bowie kao gost iznenađenja. 11. rujna 2005. Arcade Fire se pojavio u dugogodišnjoj BBC-ovoj glazbenoj emisiji Top of the Pops, izvevši "Rebellion (Lies)". Sastav je nastupio i pred televizijskom publikom u Parizu za Canal+, dok je koncert kasnije emitiran na britanskoj televiziji Channel 4.
"Wake Up" je puštana prije koncerata irskog rock sastava U2 tijekom njihova Vertigo Toura; Arcade Fire je kasnije otvorio tri koncerta s te turneje, a na trećem se pojavio na U2-ovu bisu izvevši obradu "Love Will Tear Us Apart" Joy Divisiona.
Funeral i singl "Cold Wind" bili su nominirani za Grammyje u kategorijama najboljeg alternativnog rock albuma i najbolje pjesme napisane za film, televiziju ili drugi vizualni medij (Dva metra pod zemljom, Vol. 2: Everything Ends). 2. travnja 2006., u Halifaxu, Arcade Fire je primio nagradu Juno za tekstopisca godine za tri pjesme s Funerala: "Wake Up", "Rebellion (Lies)", i "Neighborhood #3 (Power Out)". Sastav je nominiran za tri BRIT Awards: najbolji međunarodni sastav, najbolji međunarodni album i najboljeg novog izvođača.
Sastav se 12. svibnja 2005. pojavio u BBC-ovoj emisiji Later with Jools Holland, izvevši "Power Out" i "Rebellion (Lies)". 27. prosinca 2005., Funeral je uvršten na prvo mjesto "50 najboljih albuma godine" u izboru MTV2 u Ujedinjenom Kraljevstvu. 22. listopada 2007., Funeral se našao na osmoj poziciji u knjizi Boba Mersereaua The Top 100 Canadian Albums. Krajem 2009., Pitchfork Media uvrstila je album na drugu poziciju na svojoj listi 200 najboljih albuma 2000-ih. Album je završio na istoj poziciji i u istom izboru Jutarnjeg lista.

### Neon Bible(2006. – 2008.)
Između završetka promocije Funerala i početka snimanja za Neon Bible, sastav je kupio napuštenu crkvu u malom kvebečkom gradu Farnhamu, oko 70 kilometara izvan Montreala, te proveo rani dio 2006. pretvarajući je u snimateljski studio.
Prva pjesma službeno objavljena s Neon Bible bila je "Intervention" u prosincu 2006. na iTunesu. Prihodi od prodaje izdanja proslijeđeni su neprofitnoj zdravstvenoj organizaciji Partners in Health. Druga pjesma, "Black Wave/Bad Vibrations", ubrzo se pojavila na iTunesu. Album je 26. siječnja 2007. procurio na peer-to-peer mreže, a službeno je objavljen 5. ožujka 2007. u Ujedinjenom Kraljevstvu te 6. ožujka u Sjevernoj Americi. Neon Bible debitirao je na broju 1 Canadian Albums Charta i Irish Album Chartsa, te na drugoj poziciji Billboard 200 i UK Top 40 Album Charta. Album se pojavio i na prvoj poziciji ljestvica rock i indie albuma. Prvi službeni singl, "Black Mirror", najavljen je u siječnju 2007. "Black Mirror" je zauzeo prvu poziciju ljestvice R3-30 CBC Radio 3 i zadržao se ondje pet tjedana uzastopce, od 22. ožujka do 19. travnja 2007., postavši prvi singl bilo kojeg sastava koji je proveo više od dva tjedna na vrhu. Album je zaradio kritičke pohvale, a časopis Paste ga je proglasio jednim od pet najboljih albuma 2007. Novinar Trouser Pressa Jason Reeher uvrstio je Neon Bible "među najbolje indie rock albume svih vremena."
Arcade Fire je 24. veljače 2007. nastupio u Saturday Night Live, izvevši "Intervention" i "Keep the Car Running". Tijekom izvedbe pukla je jedna žica na akustičnoj gitari Wina Butlera, nakon čega je istrgao žice i razbio gitaru u komadiće. Na gitari je pisalo, "sak vide pa kanpe", haićanska poslovica koja u prijevodu znači "Prazna vreća ne može stajati", referenca na ekstremno siromaštvo Haitija, rodne zemlje Régine Chassagne.
10. srpnja 2007., Neon Bible se našao u užem izboru za glazbenu nagradu Polaris. Patrick Watson proglašen je pobjednikom na gala svečanosti 24. rujna 2007. Međutim, kako sastav ne želi sudjelovati na kompilacijskim albumima, bili su jedini nominirani koji nisu imali pjesmu na promotivnoj kompilaciji 2007 Polaris Music Prize. U nekim su se medijima pojavile informacije kako je odbor Polarisa ignorirao sastav isključivši ih, nakon čega su odbor i sastav objavili zajedničko priopćenje za tisak da sastav nije htio svoju pjesmu na kompilaciji.
Turneja Neon Bible nastavila se u rujnu 2007. s više od 25 termina u Sjevernoj Americi i Europi sve do sredine studenog. Sastav je u Parizu snimio video materijal Take-Away Show koji je snimio Vincent Moon. Početkom 2008. po prvi su put nastupili u Australiji i Novom Zelandu u sklopu festivala Big Day Out. Sastav je odlučio donirati organizaciji Partners in Health jedan dolar, jednu funtu ili jedan euro od svake ulaznice koju prodaju na svojim europskim i sjevernoameričkim turnejama.

### 2008. –
U veljači 2008., Win Butler je u dnevniku sastava objavio kako je turneja Neon Bible završila, nakon godinu dana u kojoj je održano 122 koncerta (uključujući 33 festivala) u 75 gradova u 19 država.
Win Butler je od predizbora u New Hampshireu bio javno podržavao Baracka Obamu.  Arcade Fire je 2. i 3. ožujka 2008. održao dva besplatna koncerta za Obamu u Clevelandu i Nelsonvilleu prije predizbora u državi Ohio 4. ožujka. Sastav je, zajedno s Superchunkom, održao još dva besplatna koncerta za Obamu 1. svibnja u Greensborou te 2. svibnja u Carrborou u Sjevernoj Karolini prije državnih predizbora 6. svibnja. 21. siječnja 2009., Arcade Fire i Jay Z bili su glazbeni gosti na balu članova Obamina osoblja u DC Armoryju. Butler je zahvalio predsjedniku Obami zbog njegove izjave o namjeri zatvaranja zatvoreničkog kampa Guantanamo Bay, te nekoliko puta zahvalio Obaminu osoblju za njihov rad tijekom kampanje.
Pojavile su se glasine kako sastav surađuje s producentom Markusom Dravsom na soundtracku za film Richarda Kellyja Kutija. Win Butler je demantirao tvrdnje, ali i izjavio da bi on i Owen Pallett "mogli napraviti instrumentalnu stvar ili dvije" za film.
U prosincu 2008., Pitchfork je izvijestio kako je sastav postavio internetsku stranicu miroir-noir.com  Arhivirana inačica izvorne stranice od 16. prosinca 2010. (Wayback Machine) kako bi najavio izdavanje koncertnog filma istog naslova: "Miroir Noir će uključivati koncertne materijale s turneje Neon Bible." Film je režirao Vincent Morisset. Od 15. prosinca 2008. digitalna verzija postala je dostupna za download, dok je DVD objavljen 31. ožujka 2009.
Presnimljena verzija pjesme "Wake Up" s njihova debitantskog albuma iz 2004., Funeral, korištena je u foršpanu za film Spikea Jonzea Where the Wild Things Are, koji je objavljen u listopadu 2009.
Sastav je dovršio svoj treći album koji bi trebao biti objavljen u drugoj polovici 2010. Koncertni agent sastava izjavio je da se koncertni nastupi očekuju na ljeto te će vjerojatno početi sa sjevernoameričkim festivalima. Album producira Markus Dravs koji je producirao i Neon Bible.
Nakon potresa na Haitiju 2010. sastav je pozvao obožavatelje da na njihovoj internetskoj stranici doniraju pet dolara za humanitarne svrhe.

## Članovi
Osim Wina Butlera i Régine Chassagne, članovi sastava su Richard Reed Parry, William Butler, Tim Kingsbury, Sarah Neufeld i Jeremy Gara. Na turnejama su nastupali i Marika Anthony-Shaw, Colin Stetson, Kelly Pratt, Owen Pallett i Pietro Amato.
Howard Bilerman, koji je svirao bubnjeve na Funeral, od tada je krenuo s drugim projektima. Tijekom promotivnih koncerata za Funeral, u sastav su bili priključeni svirač roga Pietro Amato, čelist Mike Olsen i violinist Owen Pallett. Neufeld, Parry i Amato sviraju i u instrumentalnom sastavu Bell Orchestre. Pallett, iako nije naveden kao član sastava na službenoj stranici ni na omotu albuma, bio je član koncertne postave i, prema albumskim bilješkama, bio koautor orkestralnih i gudačkih aranžmana s Régine Chassagne na oba albuma. Ostali članovi koncertne postave su Marika Anthony-Shaw – violistica i bivša nastavnica gudačke sekcije Lindsay Place High Schoola – kao i svirači roga Colin Stetson i Kelly Pratt, koji su svirali i s Beirutom. S ovim je glazbenicima koncertna postava tijekom turneje Neon Bible brojila više od deset članova.

## Diskografija
- Funeral (2004.)
- Neon Bible (2007.)
- The Suburbs (2010.)
- Reflektor (2013.)
- Everything Now (2017.)
- We (2022.)
- Pink Elephant (2025.)

## Vanjske poveznice
- Službena stranica